# Bernd Anders
Bernd Anders (* 30. September 1942 in Berlin) ist ein ehemaliger deutscher Boxer, der für die DDR antrat.

## Werdegang
Bernd Anders, der für den TSC Berlin boxte, gewann 1963 und 1964 den DDR-Meistertitel im Mittelgewicht und 1967, 1968 und 1973 im Schwergewicht.  
Für die Olympischen Sommerspielen 1964 in Tokio meldeten die DDR und die BRD eine Gesamtdeutsche Mannschaft. Hierfür fand eine separate Innerdeutsche Olympiaqualifikation statt. Anders unterlag im Halbfinale dem Westdeutschen Peter Gerber vom Polizei SV Bremen. Ein Jahr später bei den Europameisterschaften in Ost-Berlin gewann Anders die Bronzemedaille im Schwergewicht. Bei den Olympischen Sommerspielen 1968 in Mexiko-Stadt nahm er im Schwergewichtsturnier teil. Dort schied er im Viertelfinale gegen Jonas Čepulis aus der Sowjetunion aus. 